# Palacio de Razumovski
El palacio de Razumovski, también conocido como palacio del hetman de Ucrania Kirilo Razumovski (en ucraniano: Палац гетьмана України Кирила Розумовського), es un palacio y monumento arquitectónico de importancia nacional en la ciudad de Baturin del óblast de Chernígov, Ucrania. Funciona como museo de la Reserva Nacional Histórica y Cultural "Capital del Hetmanato” y es la única obra maestra arquitectónica de Charles Cameron en Ucrania.

## Historia
Kiril Razumovski fue hetman de Ucrania de 1750 a 1764. Durante su mandato, la ciudad de Baturin se convirtió en la capital del hetman (la antigua capital era Jlújiv) y desde 1794 Razumovski vivió en Baturin. Fue entonces cuando concibió la construcción de un gran conjunto de palacio y parque. Durante los años 1799-1803, el conjunto fue construido según el proyecto del famoso arquitecto de origen escocés Charles Cameron. El conjunto constaba de un palacio, dos dependencias y un parque urbanístico regular. Después de la muerte del hetman, en 1803 el conjunto pasó a ser propiedad de su hijo Andri Razumovski, quien lo poseyó hasta el final de su vida (1836). En 1824, un incendio destruyó casi todos los interiores del edificio. En 1856, el conjunto del palacio y el parque pasó a ser propiedad del Estado.
A principios del siglo XX el conjunto se encontraba en estado de abandono y a mediados de siglo, el parque fue completamente destruido y las dependencias fueron desmanteladas. En 1924 se produjo allí un grave incendio que provocó importantes daños a la estructura. La fachada del edificio y sus adornos decorativos también sufrieron graves daños durante la Segunda Guerra Mundial (Gran Guerra patriótica).
En la segunda mitad del siglo XX se hicieron varios intentos de restaurar el palacio, que mantuvieron su estado, pero no se completó ninguna restauración. Se conserva el edificio central de todo el complejo: el palacio.
En 2003-08, bajo los auspicios del presidente Víktor Yúshchenko y con la participación caritativa de filántropos ucranianos, se restauró el palacio de Razumovski. El 22 de agosto de 2009 tuvo lugar la gran inauguración del palacio para los visitantes.

## Arquitectura y exposición

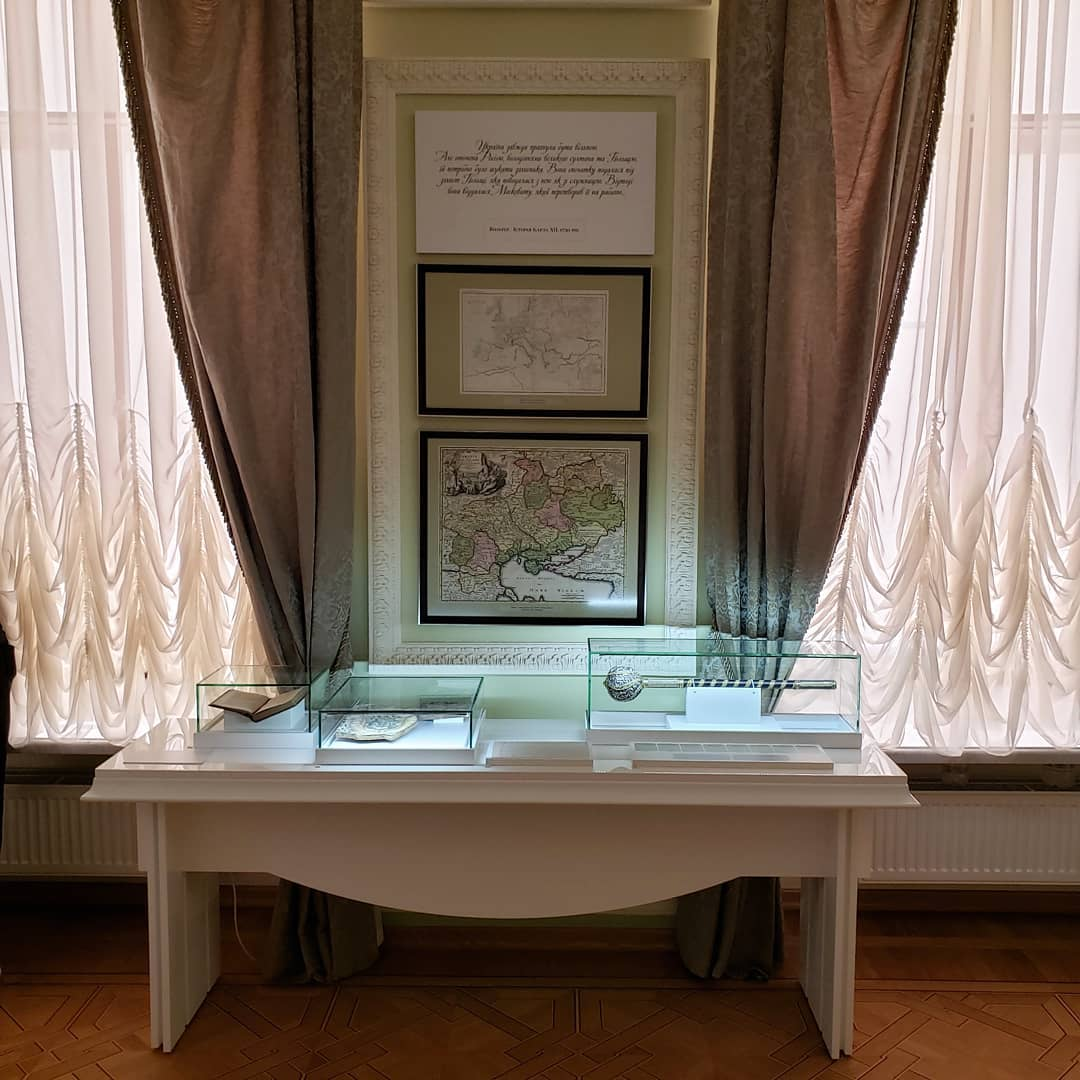
Fragmento de la exposición

El palacio está construido en estilo neoclásico con elementos del palladianismo. La superficie total del palacio es de 2.483 m², la superficie de exposición es de 1.065,3 m².
En la planta baja del palacio hay salas de exposiciones que representan el pasado histórico del hetmanato en Baturin a través del prisma de la actividad estatal de Kiril Razumovski y la historia de la construcción y restauración del conjunto del palacio y el parque de Baturin. Los interiores del segundo piso han sido restaurados en analogía con las obras conservadas de Charles Cameron. En las salas ceremoniales del segundo piso, la atención se centra en la época del hetmanato.
Entre las exhibiciones originales pertenecientes al hetman Kiril Razumovski y su familia, el palacio exhibe:
- Espada con empuñadura de cesta, laboratorio-empresa del siglo XVIII, que perteneció a Kiril Razumovski. La espada se conservaba en la familia Razumovski en Viena, entregada por un descendiente directo del hetman, Gregor Rozumovski, el día de la gran inauguración del palacio, el 22 de agosto de 2009.
- Sello de la fábrica de telas de Razumovski (siglo XVIII).
- Fragmentos de la lápida del hetman Kiril Razumovski, esculpida por Iván Martos (1805).[9]
- Universal sobre el nombramiento de Stefan Lukomski como capitán de Perevolochanski el 9 de octubre de 1763. Entregado por un descendiente directo del hetman Gregor Razumovski el 8 de abril de 2018.

## Galería

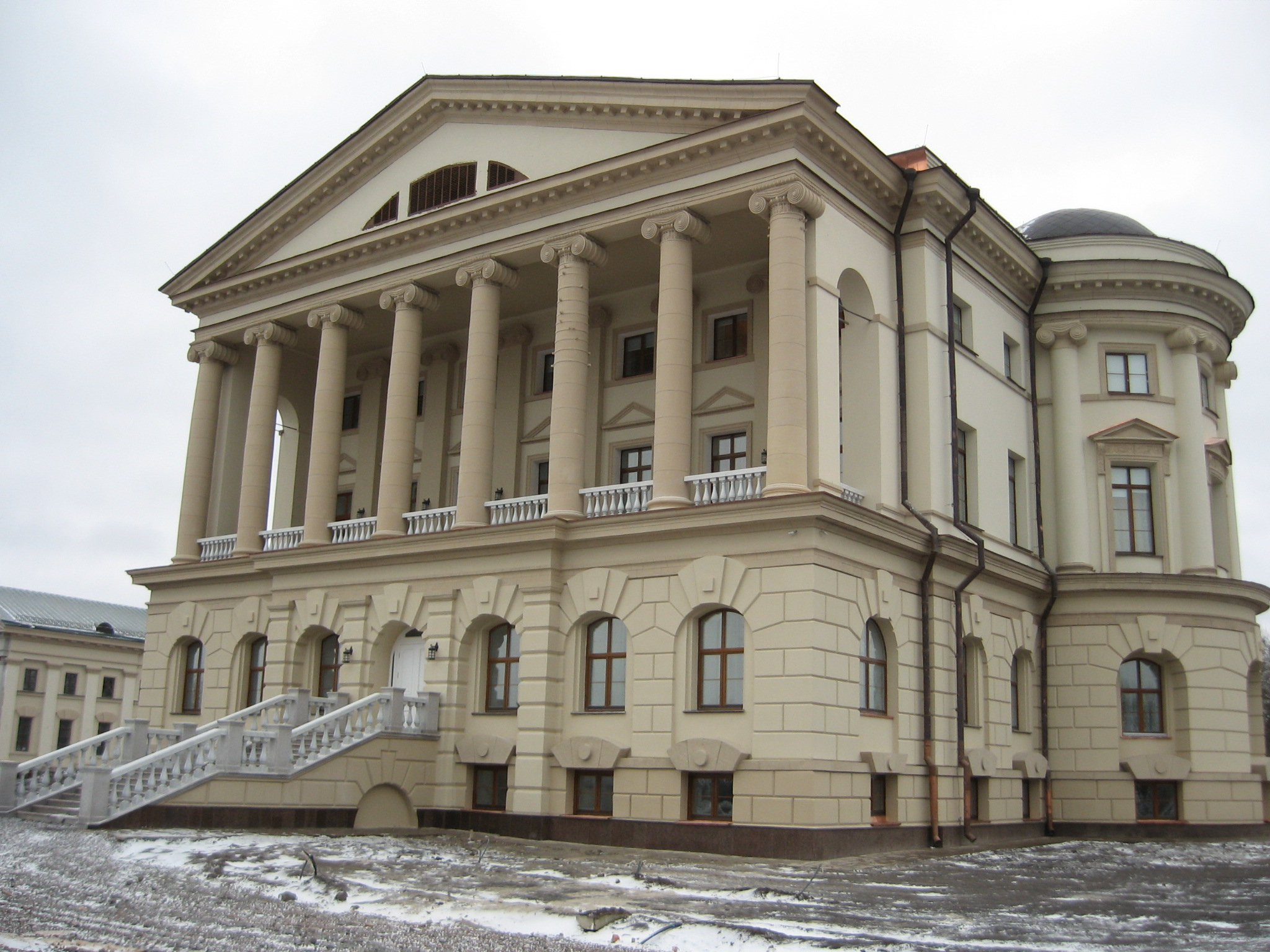
Parte delantera del palacio
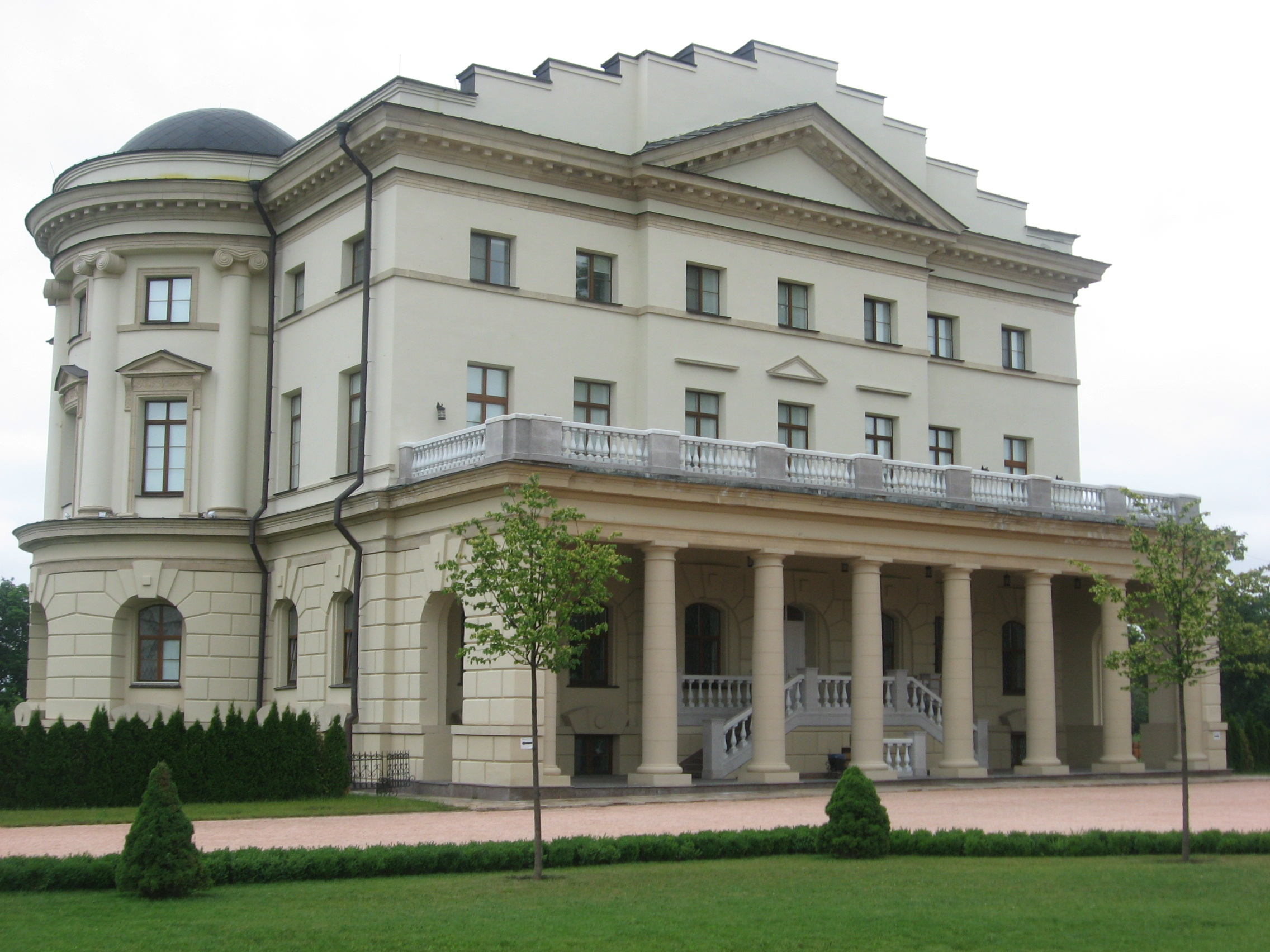
Parte trasera del palacio
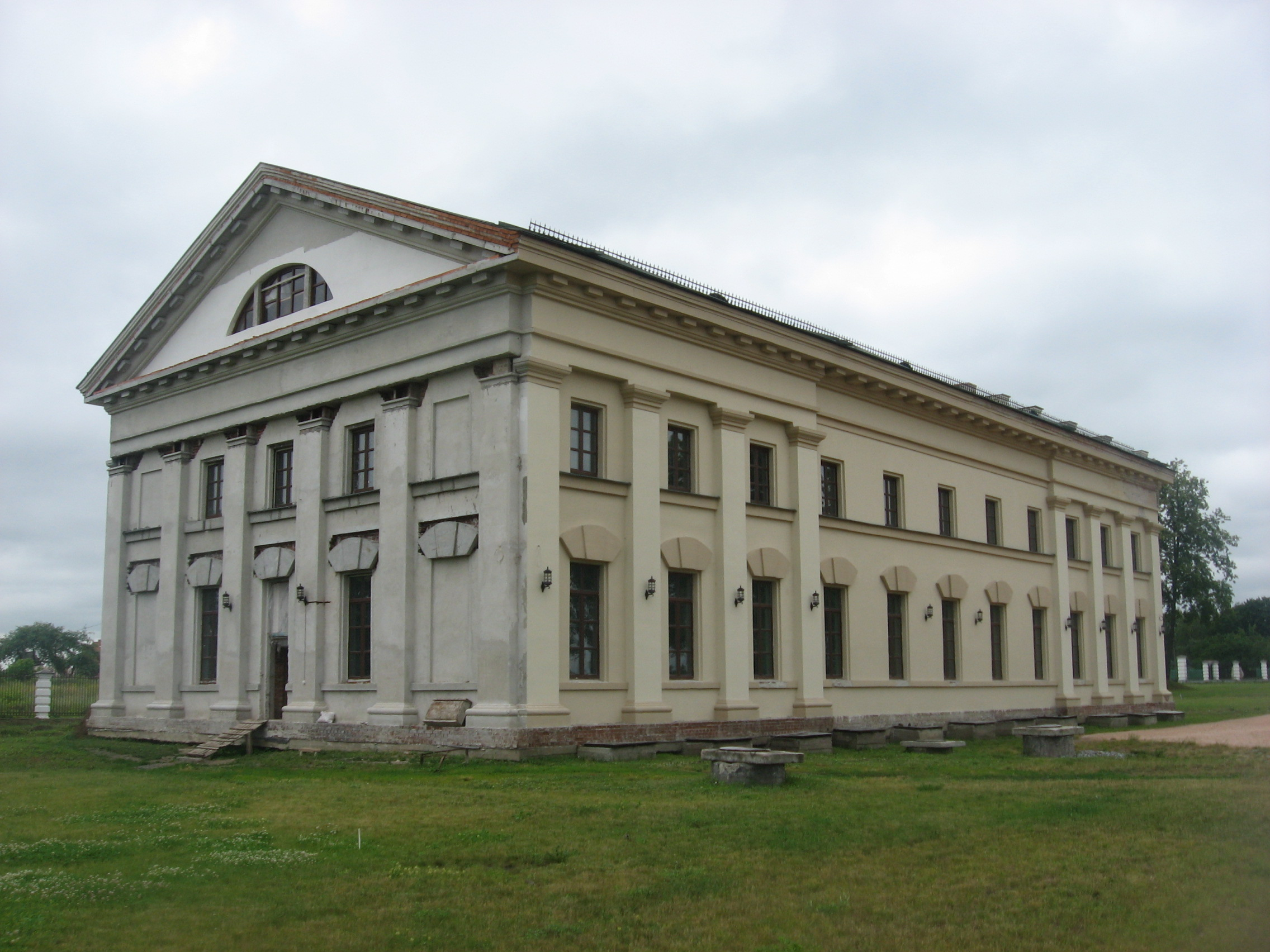
Una de las alas del palacio
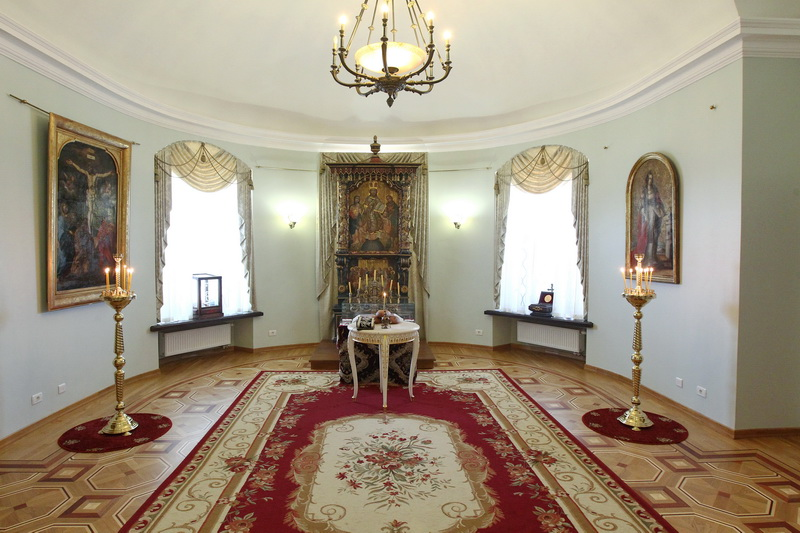
Capilla del palacio
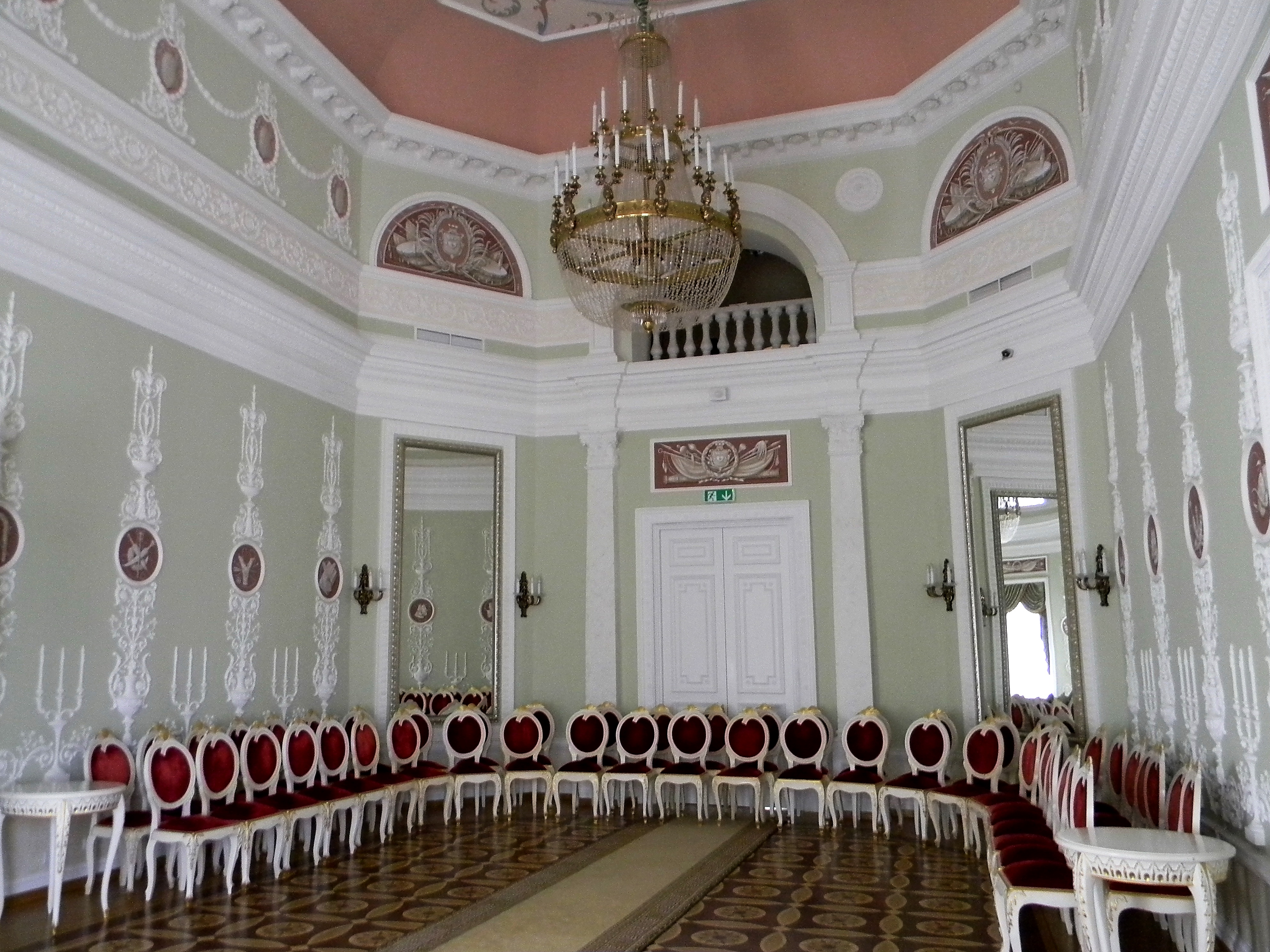
Salón frontal